# Neru
Francisco Borja Enrique Ayesa (Laredo, Cantabria, 20 de enero de 1974), conocido como Neru, es un exfutbolista y entrenador español. Jugaba como defensa y fue técnico del Santoña C. F., segundo entrenador de la S. D. Noja, y entrenador de la S. D. Gama y el C. D. Bezana.

## Clubes

### Como jugador
| Club                          | País   | Año       |
| ----------------------------- | ------ | --------- |
| C. D. Laredo                  | España | 1993-1994 |
| Racing de Santander "B"       | España | 1994-1998 |
| Real Racing Club de Santander | España | 1998-2004 |
| Real Sporting de Gijón        | España | 2004-2005 |
| Real Racing Club de Santander | España | 2005-2007 |
| Cádiz C. F.                   | España | 2007      |
| Real Sporting de Gijón        | España | 2007-2009 |
| Deportivo Alavés              | España | 2009-2010 |
| S. D. Huesca                  | España | 2010      |
| Pontevedra C. F.              | España | 2010-2011 |

### Como entrenador
| Club          | País   | Año       |
| ------------- | ------ | --------- |
| Santoña C. F. | España | 2012-2013 |
| S. D. Gama    | España | 2014-2015 |
| C. D. Bezana  | España | 2016-2018 |